# Vinny Curry
Vinny Curry (Neptune, 30 giugno 1988) è un giocatore di football americano statunitense che milita nel ruolo di defensive end per i New York Jets della National Football League (NFL).

## Carriera

### Philadelphia Eagles
Il 27 aprile 2012, Curry fu scelto nel corso del secondo giro (59º assoluto) del Draft NFL 2012 dai Philadelphia Eagles. Nella sua stagione da rookie disputò 6 partite, nessuna delle quali come titolare, mettendo a segno 9 tackle.
Nella settimana 3 della stagione 2013, Curry mise a segno il suo primo sack in carriera contro i Kansas City Chiefs. L'anno successivo si classificò al secondo posto nella squadra con un nuovo primato personale di 9 sack, pur non partendo mai come titolare.
Il 4 febbraio 2018 allo U.S. Bank Stadium di Minneapolis Curry partì come defensive end titolare nel Super Bowl LII vinto contro i New England Patriots per 41-33, il primo trionfo della storia della franchigia.

### Tampa Bay Buccaneers
Il 17 marzo 2018, Curry firmò un contratto triennale del valore di 23 milioni di dollari con i Tampa Bay Buccaneers.

### Philadelphia Eagles
Il 21 marzo 2019 Curry firmò per fare ritorno agli Eagles.

### New York Jets
Il 24 marzo 2021 Curry firmò con i New York Jets.

## Palmarès

### Franchigia
- Super Bowl : 1

Philadelphia Eagles: LII
- National Football Conference Championship: 1

Philadelphia Eagles: 2017